# Гайнс (Орегон)
Гайнс (англ. Hines) — місто (англ. city) в США, в окрузі Гарні штату Орегон. Населення — 1645 осіб (2020).

## Географія
Гайнс розташований за координатами 43°33′26″ пн. ш. 119°4′55″ зх. д. / 43.55722° пн. ш. 119.08194° зх. д. (43.557358, -119.081951).  За даними Бюро перепису населення США в 2010 році місто мало площу 5,52 км², з яких 5,39 км² — суходіл та 0,13 км² — водойми.

## Демографія
Згідно з переписом 2010 року, у місті мешкали 1563 особи в 678 домогосподарствах у складі 423 родин. Густота населення становила 283 особи/км².  Було 738 помешкань (134/км²).
Расовий склад населення:
| - 94,9 % — білих - 1,0 % — корінних американців - 0,4 % — азіатів - 0,3 % — чорних або афроамериканців - 1,2 % — осіб інших рас |

До двох чи більше рас належало 2,4 %. Частка іспаномовних становила 3,1 % від усіх жителів.
За віковим діапазоном населення розподілялося таким чином: 24,1 % — особи молодші 18 років, 56,1 % — особи у віці 18—64 років, 19,8 % — особи у віці 65 років та старші. Медіана віку мешканця становила 42,5 року. На 100 осіб жіночої статі у місті припадало 98,4 чоловіків;  на 100 жінок у віці від 18 років та старших — 91,5 чоловіків також старших 18 років.
Середній дохід на одне домашнє господарство  становив 46 770 доларів США (медіана — 38 587), а середній дохід на одну сім'ю — 56 022 долари (медіана — 52 500). Медіана доходів становила 52 159 доларів для чоловіків та 22 446 доларів для жінок. За межею бідності перебувало 17,0 % осіб, у тому числі 20,6 % дітей у віці до 18 років та 3,9 % осіб у віці 65 років та старших.
Цивільне працевлаштоване населення становило 542 особи. Основні галузі зайнятості: освіта, охорона здоров'я та соціальна допомога — 35,1 %, роздрібна торгівля — 14,6 %, публічна адміністрація — 8,1 %, сільське господарство, лісництво, риболовля — 7,4 %.